# Universidade de Conisberga
A Universidade de Conisberga (em alemão: Albertus-Universität Königsberg) , foi a universidade de Conisberga, na Prússia Oriental. Foi fundada em 1544, por Albert, Duque da Prússia, sendo mais conhecida como Albertina.
Após a Segunda Guerra Mundial, Conisberga passou a ser domínio da União Soviética, de acordo com a Conferência de Potsdam, passando desde então a ser denominada Caliningrado. A Albertina foi fechada e a população alemã expulsa da antiga Prússia Oriental. Atualmente a Universidade Estatal Immanuel Kant da Rússia, em Caliningrado, proclama manter as tradições da Albertina.

## Personalidades
| Professores | Professores | Alunos | Alunos |
| --- | --- | --- | ------ |
| - Daniel Heinrich Arnoldt Filosofia e Teologia - Karl Ernst von Baer, Ciências Naturais - Friedrich Baethgen, Medievalismo - Eduard Baumgarten Filosofia - Friedrich Wilhelm Bessel, Astronomia - Adalbert Bezzenberger Lituanística - Peter von Bohlen, Orientalismo - Levin Buchius, Direito - Karl Friedrich Burdach, Anatomia - Erich Caspar, História - Robert Caspary, Botânica - Heinrich Eduard Dirksen, Direito - Heinrich Wilhelm Dove, Física - Wilhelm Drumann, Hístória - Johann Gottlieb Fichte Filosofia - Max Fleischmann, Direito - Ernst Forsthoff, Direito - Rudolf Otto Franke, Orientalismo - Georg Gerullis, Teologia - Helmuth von Glasenapp, Indologia - Theodor Freiherr von der Goltz, Agronomia - Karl Gottfried Hagen, Ciências Naturais - August Hahn, Teologia - Christoph Hartknoch, História - Hermann von Helmholtz, Física - Albert Hensel, Direito - Johann Friedrich Herbart, Pedagogia - Ludimar Hermann, Fisiologia - Ludwig Otto Hesse, Matemática - David Hilbert, Matemática - Ernst Theodor Amadeus Hoffman, Direito - Karl Dietrich Hüllmann, História - Adolf Hurwitz, Matemática - Carl Gustav Jakob Jacobi, Matemática - Theodor Kaluza, Física - Immanuel Kant Filosofia - Gustav Kirchhoff, Física - Otto Koehler, Zoologia - Christian Jakob Kraus Filosofia, Economia | - Herbert Kraus, Direito - Friedrich Kurschat, Lituanística - Abraomas Kulvietis, Filologia - Karl Konrad Friedrich Wilhelm Lachmann, Filologia - Karl Ludwig Lehrs, Filologia - Friedrich Litten, Direito, Rektor 1925/26 - Christian August Lobeck, Filologia - Konrad Lorenz, Biologia - Wilhelm Lossen, Química - Alfred Manigk, Direito, 1910/11 Prorektor - Conrad Mel, Teologia - Matias Menius, Astronomia - Friedrich Merkel, Anatomia - Ernst Meyer der Jüngere, Neurologe e Psychiater, 1918/19 Rektor - Hermann Minkowski, Matemática - Eilhard Alfred Mitscherlich, Pflanzenbau e Bodenkunde, 1931-1933 Rektor - Christian Friedrich Mühlenbruch, Direito - Cölestin Myslenta, Teologia - Bernhard Naunyn, Farmacologia - Georg Heinrich Ferdinand Nesselmann, Baltistik - Carl Gottfried Neumann, Matemática - Franz Ernst Neumann, Física - Erich Przybyllok, Astronomia - Stanislovas Rapalionis, Teologia - Ludwig Rhesa, Rektor - Friedrich Julius Richelot, Matemática - Georg Friedrich Rogall, Teologia - Karl Rosenkranz, Filosofia - Hans Rothfels, História - Georg Sabinus, Gründungsrektor - Reinhold Friedrich von Sahme, Rektor - Carl Gustav Sanio, Botânica - Friedrich Wilhelm Schubert, História - Arved Schultz (1883-1967), Geograph („bester deutscher Rußland-Kenner“) - August Friedrich Schweigger, Botânica - Johann Severin Vater, Baltistik - Eduard Martin Sigismund von Simson, Direito - Johannes Voigt, História - David Voit, Teologia - Hermann Wagner, Geographie - Karl Ernst Albrecht Wagner, Chirurgie - Max Wien, Física - Philipp Zorn, Direito; Prorektor 1887/88 | - Johann Gottfried Herder, Poesia - David Hilbert, Matemática - Friedrich Lange, Cirurgia - Hermann Minkowski, Matemática - Oskar Minkowski, Medicina - Gottlieb von Hippel d. A., Política - Gottlieb von Hippel d. J., Política - Heinrich Theodor von Schön - Theodor Oberländer - Hermann Sudermann, Escritor - Theophil Ernst Kriese, Direito - Paul Adloff, Odontologia e Antropologia - Ludwig von Baczko, História - Carl Böttcher, Pedagogia - Arnold Sommerfeld, Física - Fritz Albert Lipmann, Medicina - Gustav Kirchhoff, Física - Clemens von Pirquet, Medicina |        |